# Стрезовце (Старо Нагоричане)
Стрезовце (мкд. Стрезовце) је насеље у Северној Македонији, у северном делу државе. Стрезовце припада општини Старо Нагоричане.

## Географија
Стрезовце је смештено у северном делу Северне Македоније. Од најближег града, Куманова, село је удаљено 16 km источно.
Село Стрезовце се налази у историјској области Средорек, у долини реке Пчиње, на око 350 метара надморске висине.
Месна клима је континентална.

## Становништво
Стрезовце је према последњем попису из 2002. године имало 117 становника.
Огромна већина становништва у насељу су етнички Македонци (98%), а остало Срби.
Претежна вероисповест месног становништва је православље.

## Сакралне грађевине
У селу се налазе три православна храма: Црква свете Петке, Црква светог Николе и Црква светог Прохора Пчињског.